# Time Traveler
Time Traveler ist eine Stahlachterbahn vom Typ Xtreme Spinning Coaster des Herstellers Mack Rides, die am 14. März 2018 im US-amerikanischen Freizeitpark Silver Dollar City in Betrieb genommen wurde. Sie gilt als erster Spinning Coaster mit Inversionen und zugleich die erste Auslieferung des Modells Xtreme Spinning Coaster des Herstellers.

## Fahrt
Auf der 920,5 Meter langen und 30 Meter hohen Bahn durchquert der Zug mit einer Spitzengeschwindigkeit von 81 km/h einige Elemente und Inversionen, wie den Dive-Loop, den 29 m hohen Looping und die Zero-g-Roll. Der Zug wird zweimal durch LSM-Bereiche beschleunigt. Bei dem ersten Launch (Abschuss) erreicht der Zug in drei Sekunden eine Geschwindigkeit von 75,6 km/h und beim zweiten Launch eine Geschwindigkeit von 72,4 km/h in 3,5 Sekunden. Beim ersten Launch wird der Zug kurz angehalten und nach einigen Sekunden wieder abgeschossen. Das Besondere an der Bahn ist, dass sich die Wagenaufbauten mit den Sitzen frei, aber mit begrenzter Rotationsgeschwindigkeit, um ihre eigene Hochachse drehen.

## Züge
Die Achterbahn besitzt drei Züge mit jeweils vier Wagen, in denen wiederum vier Personen, zwei Rücken an Rücken, Platz nehmen. Das heißt, ein Zug kommt insgesamt auf sechzehn Personen. Bei den Sicherheitsbügeln handelt es sich um Schoßbügel.